# Butere
Butere – miasto w Kenii, w hrabstwie Kakamega. 
Według danych ze spisu powszechnego w 2019 roku liczyło 12 919 mieszkańców – 6064 mężczyzn i 6854 kobiety.